# Eisenbahnbetriebsfeld

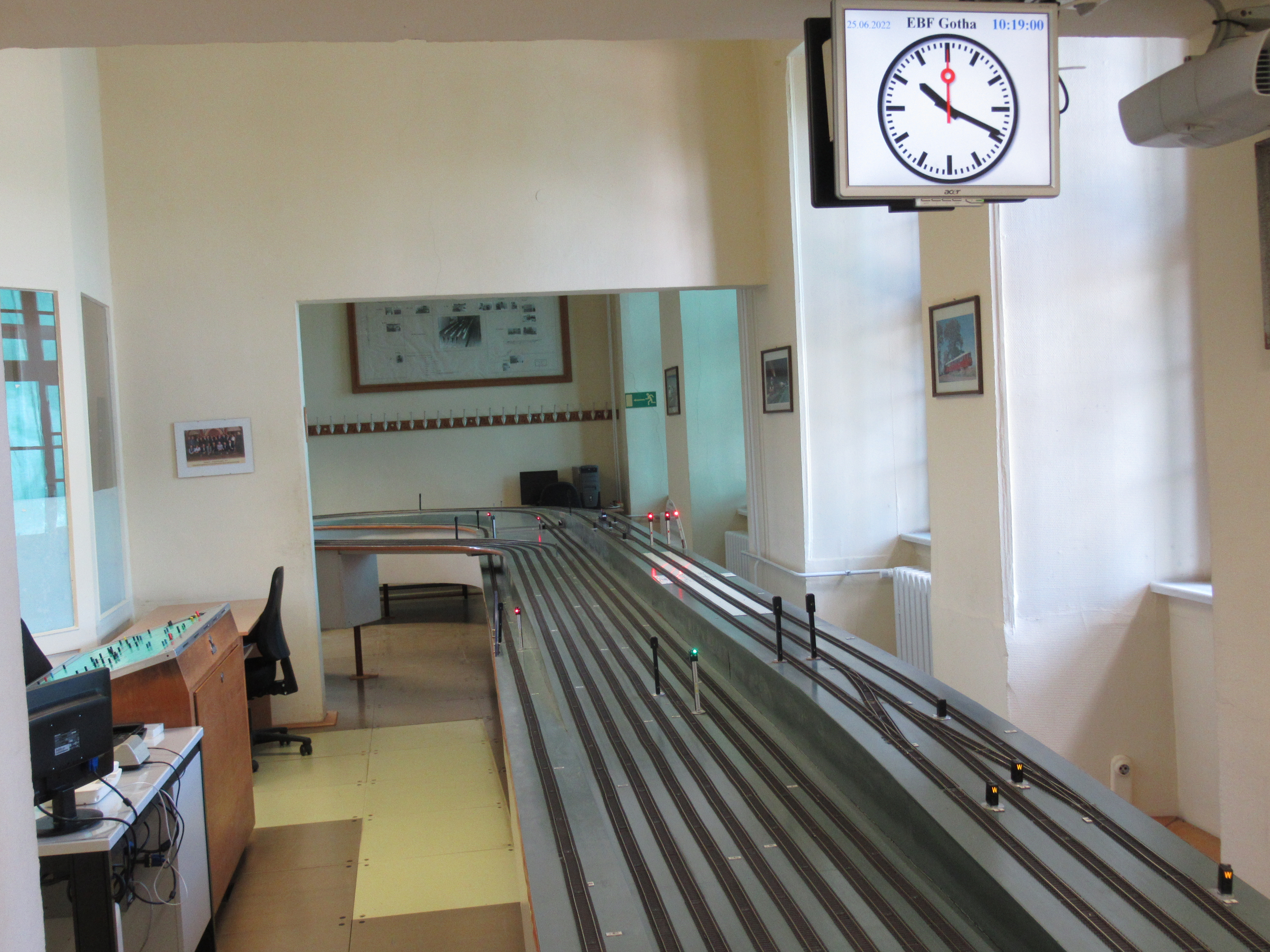
Eisenbahnbetriebsfeld der Fachschule für Bau, Wirtschaft und Verkehr Gotha

Ein Eisenbahnbetriebsfeld oder Eisenbahnbetriebslabor ist eine Modelleisenbahn-Anlage zu Lehrzwecken. Sie dient der Ausbildung von Eisenbahnern sowie der akademischen Forschung. Dargestellt werden Abläufe im Eisenbahnbetrieb, insbesondere die Sicherung von Zugfahrten. Hierfür besitzt sie eine vorbildgerechte Signalisierung und Steuerung, teilweise auch vorbildgetreue Stellwerke. Die Anlage wird zur Visualisierung der Zugfahrten zwischen den Betriebsstellen benutzt. Dabei wird versucht, das Fahrverhalten der Züge dem Vorbild anzugleichen. Um die vorhandenen Streckenlängen optimal auszunutzen, wird die Geschwindigkeit überproportional reduziert. So ist es üblich, bei Ausbildungsanlagen im Maßstab 1:87 einen Geschwindigkeitsmaßstab von 1:100 bis 1:250 zu fahren. Auf eine Landschaftsgestaltung wird dagegen meist verzichtet.
Die älteste solche Anlage befand sich ab 1936 in der damaligen Technischen Universität Darmstadt. Sie ist inzwischen im Eisenbahnbetriebsfeld Darmstadt aufgegangen.

## Maquette de Lagny, Paris, Frankreich

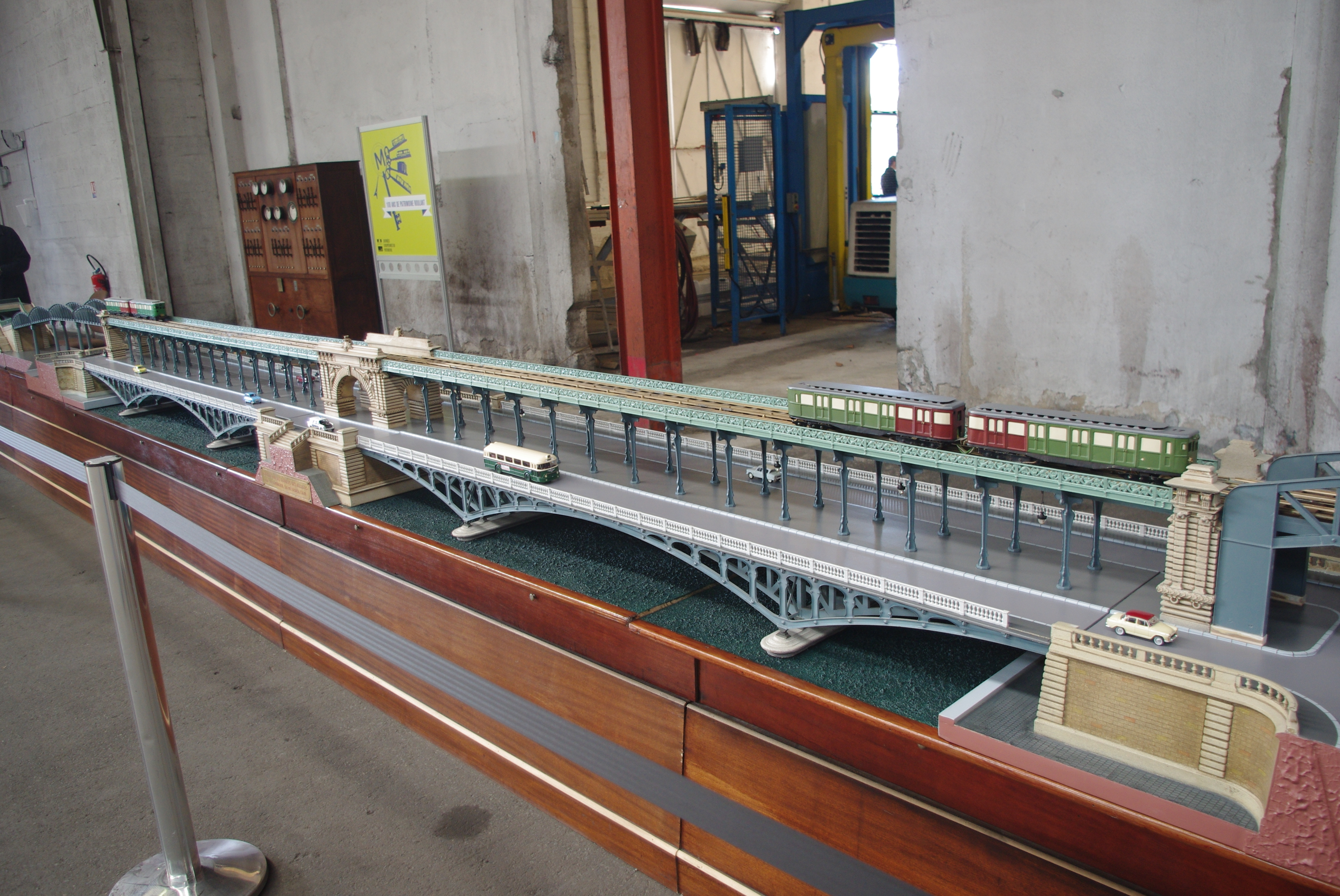
Ausschnitt der Maquette de Lagny mit dem Viaduc de Passy, 2015

Eine von Angestellten der damaligen Compagnie du Chemin de Fer métropolitain de Paris (CMP), heute Régie Autonome des Transports Parisiens (RATP), 1934 erbaute modulare Ausstellungsanlage im Maßstab von 1:43,5 war 1935 Teil des Ausstellungsstands der CMP auf der Brüsseler Weltausstellung. Auch auf der Weltfachausstellung Paris 1937 wurde sie gezeigt. Die Züge fahren auf der Spur 0 und werden vorbildgerecht über eine seitlich angeordnete Stromschiene gespeist. Die Anlage umfasste im ursprünglichen Zustand zehn Stationen, die sich über einige dutzend Meter Fahrstrecke verteilten. Bis heute sind die Züge zweiteilig. Infolge des Zweiten Weltkriegs konnte die Anlage mehrere Jahre nicht gezeigt werden.
1949 erinnerte sich die RATP an die Ausstellungsanlage. Sie verlegte sie in ihr Ausbildungszentrum in der Pariser Rue de Lagny – davon abgeleitet auch der heutige Name „Maquette de Lagny“ – und baute sie in eine Schulungsanlage um. 1953 wurde sie, auf 21 Stationen und eine Streckenlänge von 196 m erweitert, wieder in Betrieb genommen. Die Züge benötigten für die gesamte Strecke 20 Minuten. An der Rue de Lagny war dieser Simulator für die Unterweisung des Betriebspersonals bis 1984 in Betrieb. Die Anlage wurde in der Folge demontiert, eingelagert und geriet wieder in Vergessenheit
Im Jahr 1990 beschloss die RATP aufgrund der neuen Politik zur Erhaltung von Kulturgüter, einen Teil der Strecke zu restaurieren. Ein repräsentativer, 25 m langer Abschnitt wurde ausgewählt. Er umfasst insbesondere den oberirdischen Teil der Pariser Métrolinie 6 mit dem Viaduc de Passy auf der über die Seine führenden Straßenbrücke Pont de Bir-Hakeim. In der Folge wurde ein Abschnitt von 60 m Länge mit neun Stationen restauriert und wieder in Betrieb genommen.

## Liste der Eisenbahnbetriebsfelder (Auswahl)
|  | Diese Liste ist nicht vollständig. Hilf mit möglichst viele Ausbildungsanlagen nachzutragen. |

| Staat       | Institution(en)                                | Name des Betriebsfelds                                   | Modellmaßstab        | Längen- maßstab | simulierte Strecke | Gleis- länge | Eröff- nung          | Besonderes                                  | Quelle(n)     |
| ----------- | ---------------------------------------------- | -------------------------------------------------------- | -------------------- | --------------- | ------------------ | ------------ | -------------------- | ------------------------------------------- | ------------- |
| Deutschland | TU Dresden                                     | Eisenbahnbetriebslabor (EBL)                             | 1:87 (Nenngröße H0)  | 1:200           | 106 km             | 1300 m       | 1963                 |                                             | [ 4 ] [ 5 ]   |
| Deutschland | Fachschule Gotha                               | Eisenbahnbetriebsfeld Gotha                              | 1:87 (Nenngröße H0)  | 1:200           | 80 km              | 400 m        | 1966                 |                                             | [ 6 ]         |
| Deutschland | BSZ Schkeuditz                                 | Eisenbahnbetriebsfeld (EBF)                              | 1:87 (Nenngröße H0)  |                 |                    | 258 m        | 2020                 | Steuerung über Stellwerkssimulation am PC   | [ 7 ]         |
| Deutschland | TU Darmstadt, Deutsche Bahn und AKA Bahn e.V.  | Eisenbahnbetriebsfeld Darmstadt (EBD)                    | 1:87 (Nenngröße H0)  | 1:250           | 112 km             | 1000 m       | 2006                 |                                             | [ 8 ] [ 9 ]   |
| Deutschland | RWTH Aachen                                    | Eisenbahntechnische Lehr- und Versuchsanlage (ELVA)      | 1:87 (Nenngröße H0)  | 1:200           | 100 km             | 1200 m       |                      |                                             | [ 10 ] [ 11 ] |
| Deutschland | TU Berlin                                      | Eisenbahn-Betriebs- und Experimentierfeld Berlin (EBuEf) | 1:87 (Nenngröße H0)  | 1:250           | 28,6 km            | 270 m        | 1962                 |                                             | [ 12 ]        |
| Deutschland | DB Training Berlin                             | Eisenbahntechnische Anlage Berlin-Schöneweide (ETA)      | 1:87 (Nenngröße H0)  |                 |                    |              | 1958                 |                                             |               |
| Deutschland | Industrieschule Chemnitz                       |                                                          | 1:87 (Nenngröße H0)  |                 |                    |              |                      | keine originale Leit- und Sicherungstechnik | [ 13 ]        |
| Deutschland | TU Cottbus                                     |                                                          | 1:120 (Nenngröße TT) |                 |                    |              |                      | mit Landschaftsgestaltung                   | [ 14 ]        |
| Deutschland | Universität Hannover                           |                                                          |                      |                 |                    |              |                      |                                             |               |
| Deutschland | Jade Hochschule in Oldenburg                   | Labor für Bahntechnik, Indusi-Anlage                     |                      |                 |                    |              |                      |                                             | [ 15 ] [ 16 ] |
| Deutschland | DB Training Magdeburg                          | Lehrstellwerk Magdeburg                                  | 1:87 (Nenngröße H0)  |                 |                    |              | 2015                 |                                             | [ 17 ]        |
| Schweiz     | ETH Zürich, EBL Schweiz in Dübendorf ab 2021   | Eisenbahnbetriebslabor (EBL)                             |                      |                 |                    | 600 m        | 1955                 |                                             | [ 18 ]        |
| Schweiz     | SBB-Ausbildungszentrum Loewenberg bei Murten   |                                                          | 1:87 (Nenngröße H0)  |                 |                    | 900 m        | 1983, Demontage 2018 |                                             |               |
| Russland    | Staatliche Universität für Eisenbahnwesen Omsk |                                                          |                      |                 |                    |              |                      |                                             |               |